# Енси
Енси или енсиа[к] (аккад. ишшиаккум, ишшаккум; шумерско остаряло прочитане – патеси) – в Древна Месопотамия от 27 – 26 век до н.е. е управител на град-държава. Терминът означавал „владетел (или жрец) на съоръжение“. На практика енсите имали култови и даже военни функции, оглавявайки дружина от храмови служители.
Властта на енсите била ограничена от съвет на старейшините и от народното събрание. Често енсите били подчинени на военен вожд – хегемон (лугал). При III династия Ур енсите се превърнали в окръжни началници, назначавани от царя.
През II хилядолетие пр.н.е. така наричали земеделците-изполичари на царските и храмови стопанства, лишени от собственост на средства за производство и поставени в полуробска зависимост.